# Associazione Calcistica Perugia Calcio 2021-2022
Questa voce raccoglie le informazioni riguardanti l'Associazione Calcistica Perugia Calcio nelle competizioni ufficiali della stagione 2021-2022.

## Stagione
La stagione 2021-2022 è per il Perugia la 28ª partecipazione alla seconda serie del Campionato italiano di calcio. Raccoglie 58 punti con l'ottava posizione, partecipa ai Play-off con l'ultimo posto disponibile, ma viene superato dal Brescia (3-2) dopo i tempi supplementari nel turno preliminare. Per questa stagione il Perugia è allenato da Massimiliano Alvini, con lui ottiene 28 punti nel girone di andata e 30 nel girone di ritorno, riuscendo ad entrare nel novero delle partecipanti ai Play-off. Nella Coppa Italia la squadra umbra parte dal turno preliminare, nel quale supera (1-0) il Sudtirol, poi nei trentaduesimi di finale perde (3-2) a Marassi con il Genoa.

## Divise e sponsor
Lo sponsor tecnico per la stagione 2021-2022 è Frankie Garage mentre gli sponsor ufficiali sono il main sponsor Nutrihum Sport, il second sponsor Vitakraft, il back sponsor Re Salmone, lo sleeve sponsor Sisas e lo short sponsor Mericat.

## Organigramma societario
Area direttiva
- Presidente: Massimiliano Santopadre
- Vicepresidente: Stefano Cruciani, Mauro Lucarini
- Direttore generale: Gianluca Comotto
- Segretario generale: Chiara Zuppardo
- Segretario sportivo: Eleonora Massetti
- Responsabili amministrazione: Sandro Angelo Paiano, Giancarlo Paiano
- Ufficio amministrativo: Chiara Cinelli
- Ufficio legale: Carlo Calvieri, Gianluca Calvieri
- Ufficio consulenti: Mario Mincigrucci, Valentina Bastianini
- Direttore manutenzione impianti: Gianluca Bellucci

Area comunicazione e marketing
- Responsabile marketing: Marco Santoboni
- Responsabile commerciale: Stefano Politelli
- Responsabile ufficio stampa: Francesco Baldoni, Giacomo Cangi
- Area marketing e commerciale: Giorgia Mastrini, Valentino Fronduti
- Supporter Liaison Officer: Simone Leorsini
- Responsabile biglietteria: Tiziana Barbetti
- Responsabile protezione dati personali: Alessia Nataloni
- Delegato alla sicurezza: Michele Diosono
- Supporters Liaison Officer: Massimiliano Rossi

Area sportiva
- Responsabile Scouting: Jacopo Giugliarelli
- Direttore sportivo: Marco Giannitti
- Team Manager: Alessio Peroni

Area tecnica
- Allenatore: Massimiliano Alvini
- Allenatore in seconda: Renato Montagnolo
- Preparatore atletico: Francesco Chinnici
- Preparatore dei portieri: Fulvio Flavoni

Area sanitaria
- Responsabile sanitario: Giuliano Cerulli
- Medici sociali: Michele Bisogni, Giuseppe De Angelis, Mauro Faleburle, Lamberto Boranga, Marco Martinelli, Riccardo Bogini
- Massofisioterapisti: Renzo Luchini, Mirco Lanari, Stefano Gigli
- Riatletizzatore: Gianluca Carboni

## Rosa
Rosa aggiornata al 7 settembre 2021.
| N. |                    | Ruolo | Calciatore               |
| -- | ------------------ | ----- | ------------------------ |
| 1  | Italia (bandiera)  | P     | Andrea Fulignati         |
| 2  | Italia (bandiera)  | D     | Aleandro Rosi (capitano) |
| 3  | Italia (bandiera)  | D     | Samuele Righetti         |
| 4  | Italia (bandiera)  | C     | Emmanuel Gyabuaa         |
| 5  | Italia (bandiera)  | D     | Gabriele Angella         |
| 6  | Italia (bandiera)  | C     | Jacopo Segre             |
| 7  | Italia (bandiera)  | A     | Mirko Carretta           |
| 8  | Italia (bandiera)  | C     | Salvatore Burrai         |
| 9  | Italia (bandiera)  | A     | Manuel De Luca           |
| 10 | Brasile (bandiera) | A     | Ryder Matos              |
| 11 | Italia (bandiera)  | A     | Jacopo Murano            |
| 11 | Italia (bandiera)  | A     | Marco Olivieri           |
| 13 | Grecia (bandiera)  | C     | Dimitrios Sounas         |
| 13 | Italia (bandiera)  | D     | Andrea Beghetto          |
| 14 | Italia (bandiera)  | C     | Alessandro Murgia        |
| 15 | Italia (bandiera)  | D     | Cristian Dell'Orco       |

| N. |                           | Ruolo | Calciatore           |
| -- | ------------------------- | ----- | -------------------- |
| 16 | Italia (bandiera)         | C     | Andrea Ghion         |
| 17 | Gambia (bandiera)         | C     | Kalifa Manneh        |
| 18 | Italia (bandiera)         | C     | Christian D'Urso     |
| 19 | Francia (bandiera)        | C     | Valentin Vanbaleghem |
| 20 | Italia (bandiera)         | A     | Andrea Bianchimano   |
| 21 | Argentina (bandiera)      | D     | Marcos Curado        |
| 22 | Argentina (bandiera)      | P     | Leandro Chichizola   |
| 23 | Italia (bandiera)         | C     | Marcello Falzerano   |
| 25 | Italia (bandiera)         | C     | Simone Santoro       |
| 27 | Italia (bandiera)         | P     | Andrea Zaccagno      |
| 28 | Costa d'Avorio (bandiera) | C     | Christian Kouan      |
| 30 | Italia (bandiera)         | D     | Gabriele Ferrarini   |
| 31 | Ungheria (bandiera)       | P     | Gábor Megyeri        |
| 32 | Italia (bandiera)         | D     | Gianmaria Zanandrea  |
| 39 | Italia (bandiera)         | D     | Filippo Sgarbi       |
| 44 | Italia (bandiera)         | D     | Francesco Lisi       |

## Calciomercato

### Sessione estiva(dal 1/7 al 31/8)
| Acquisti         | Acquisti           | Acquisti     | Acquisti              |
| R.               | Nome               | da           | Modalità              |
| ---------------- | ------------------ | ------------ | --------------------- |
| P                | Leandro Chichizola | Cartagena FC | definitivo            |
| D                | Cristian Dell'Orco | Sassuolo     | definitivo            |
| D                | Francesco Lisi     | Pisa         | definitivo            |
| D                | Marcos Curado      | Genoa        | prestito              |
| D                | Samuele Righetti   | Aglianese    | fine prestito         |
| D                | Gabriele Ferrarini | Fiorentina   | prestito              |
| C                | Simone Santoro     | Teramo       | definitivo            |
| C                | Emmanuel Gyabuaa   | Atalanta     | prestito              |
| C                | Kalifa Manneh      | Catania      | definitivo            |
| A                | Mirko Carretta     | Cosenza      | definitivo            |
| A                | Michele Vano       | Verona       | fine prestito         |
| Altre operazioni |                    |              |                       |
| R.               | Nome               | da           | Modalità              |
| C                | Giovanni Di Noia   | Chievo       | riscatto (100 mila €) |

| Cessioni | Cessioni            | Cessioni     | Cessioni      |
| R.       | Nome                | a            | Modalità      |
| -------- | ------------------- | ------------ | ------------- |
| P        | Stefano Minelli     |              | svincolato    |
| P        | Lorenzo Bocci       |              | svincolato    |
| D        | Tommaso Cancellotti | Pescara      | definitivo    |
| D        | Alessandro Favalli  |              | svincolato    |
| D        | Stefano Negro       | Monza        | fine prestito |
| D        | Salvatore Monaco    | Padova       | definitivo    |
| D        | Carlo Crialese      | Pro Vercelli | fine prestito |
| C        | Amara Konate        | Messina      | definitivo    |
| C        | Salvatore Elia      | Atalanta     | fine prestito |
| C        | Marco Moscati       | Südtirol     | definitivo    |
| C        | Giovanni Corradini  | Fiorentina   | definitivo    |
| A        | Alberto Lunghi      | Montevarchi  | prestito      |
| A        | Mattia Minesso      | Pisa         | fine prestito |
| A        | Michele Vano        | Pistoiese    | prestito      |

### Sessione invernale(dal 03/01 al 31/01)
| Acquisti         | Acquisti         | Acquisti     | Acquisti                                          |
| R.               | Nome             | da           | Modalità                                          |
| ---------------- | ---------------- | ------------ | ------------------------------------------------- |
| D                | Andrea Beghetto  | Pisa         | prestito                                          |
| C                | Christian D'Urso | Cittadella   | prestito con obbligo di riscatto                  |
| A                | Marco Olivieri   | Juventus U23 | prestito con diritto di riscatto e controriscatto |
| Altre operazioni |                  |              |                                                   |
| R.               | Nome             | da           | Modalità                                          |

| Cessioni         | Cessioni             | Cessioni  | Cessioni   |
| R.               | Nome                 | a         | Modalità   |
| ---------------- | -------------------- | --------- | ---------- |
| D                | Samuele Righetti     | Gubbio    | prestito   |
| C                | Kalifa Manneh        | Taranto   | prestito   |
| C                | Dimitrios Sounas     | Catanzaro | definitivo |
| C                | Valentin Vanbaleghem |           | svincolato |
| A                | Andrea Bianchimano   | Viterbese | definitivo |
| A                | Jacopo Murano        | Avellino  | definitivo |
| Altre operazioni |                      |           |            |
| R.               | Nome                 | a         | Modalità   |

## Risultati

### Serie B

#### Girone di andata
| Arbitro: | Massimi (Termoli) |

|  |           |              |
|  | Marcatori | 45+2’ Murano |

| Arbitro: | Valeri (Roma) |

|                       |           |                                  |
| Carretta 22’ Rosi 49’ | Marcatori | 4’, 55’ Šarić 60’ (rig.) Dionisi |

| Frosinone 11 settembre 2021, ore 14:00 CEST 3ª giornata | Frosinone           | 0 – 0 referto | Perugia | Stadio Benito Stirpe (5 594 spett.)\| Arbitro: \| Gariglio (Pinerolo) \| |
| Arbitro:                                                | Gariglio (Pinerolo) |               |         |                                                                          |

| Arbitro: | Miele (Nola) |

|          |           |           |
| Rosi 51’ | Marcatori | 67’ Šitum |

| Arbitro: | Marchetti (Ostia Lido) |

|  |           |                                  |
|  | Marcatori | 14’ Lisi 29’ Zanandrea 79’ Kouan |

| Arbitro: | Marini (Roma) |

|             |           |             |
| De Luca 14’ | Marcatori | 17’ Prestia |

| Benevento 3 ottobre 2021, ore 20:30 CEST 7ª giornata | Benevento          | 0 – 0 referto | Perugia | Stadio Ciro Vigorito (4 326 spett.)\| Arbitro: \| Marinelli (Tivoli) \| |
| Arbitro:                                             | Marinelli (Tivoli) |               |         |                                                                         |

| Arbitro: | Guida (Torre Annunziata) |

|                    |           |  |
| De Luca 25’ (rig.) | Marcatori |  |

| Lecce 23 ottobre 2021, ore 14:00 CEST 9ª giornata | Lecce        | 0 – 0 referto | Perugia | Stadio Via del mare (6 665 spett.)\| Arbitro: \| Giua (Olbia) \| |
| Arbitro:                                          | Giua (Olbia) |               |         |                                                                  |

| Arbitro: | Camplone (Pescara) |

|  |           |                          |
|  | Marcatori | 5’ Gălăbinov 45’ Bellomo |

| Arbitro: | Zufferli (Udine) |

|             |           |                               |
| Mancosu 26’ | Marcatori | 18’ Curado 86’ (rig.) De Luca |

| Arbitro: | Cosso (Reggio Calabria) |

|                                                      |           |             |
| La Gumina 7’ Cerri 15’ (rig.) Bellemo 18’ Solini 28’ | Marcatori | 48’ De Luca |

| Arbitro: | Minelli (Varese) |

|                    |           |  |
| Lisi 36’ Matos 86’ | Marcatori |  |

| Arbitro: | Prontera (Bologna) |

|           |           |             |
| Matos 38’ | Marcatori | 78’ Beretta |

| Arbitro: | Miele (Nola) |

|             |           |                    |
| Marsura 11’ | Marcatori | 72’ (rig.) De Luca |

| Arbitro: | Manganiello (Pinerolo) |

|             |           |  |
| De Luca 49’ | Marcatori |  |

| Arbitro: | Santoro (Messina) |

|             |           |            |
| Inglese 11’ | Marcatori | 48’ Sgarbi |

| Arbitro: | Guida (Torre Annunziata) |

|           |           |               |
| Kouan 30’ | Marcatori | 48’ Pettinari |

| Arbitro: | Abbattista (Molfetta) |

|                                 |           |                              |
| Valoti 45’ (rig.) Ciurria 90+5’ | Marcatori | 64’ (rig.) De Luca 75’ Kouan |

#### Girone di ritorno
| Arbitro: | Miele (Nola) |

|  |           |               |
|  | Marcatori | 90’ Cambiaghi |

| Arbitro: | Marcenaro (Genova) |

|  |           |          |
|  | Marcatori | 26’ Lisi |

| Arbitro: | Serra (Torino) |

|                               |           |  |
| De Luca 15’, 89’ Olivieri 23’ | Marcatori |  |

| Arbitro: | Sacchi (Macerata) |

|               |           |                      |
| Camporese 70’ | Marcatori | 33’ Matos 55’ D'Urso |

| Perugia 12 febbraio 2022, ore 16:15 CET 24ª giornata | Perugia         | 0 – 0 referto | Cremonese | Stadio Renato Curi (4 521 spett.)\| Arbitro: \| Pezzuto (Lecce) \| |
| Arbitro:                                             | Pezzuto (Lecce) |               |           |                                                                    |

| Arbitro: | Piccinini (Forlì) |

|               |           |                            |
| Mantovani 20’ | Marcatori | 34’ Olivieri 65’ Falzerano |

| Arbitro: | Abbattista (Molfetta) |

|  |           |                    |
|  | Marcatori | 45+5’ (rig.) Forte |

| Arbitro: | Miele (Nola) |

|                            |           |             |
| F. Bianchi 81’ Palacio 85’ | Marcatori | 28’ De Luca |

| Arbitro: | Santoro (Messina) |

|              |           |                 |
| Olivieri 67’ | Marcatori | 90’ (rig.) Coda |

| Arbitro: | Rapuano (Rimini) |

|  |           |              |
|  | Marcatori | 90+1’ Burrai |

| Arbitro: | Di Martino (Teramo) |

|           |           |                  |
| Kouan 67’ | Marcatori | 90+5’ Latte Lath |

| Arbitro: | Serra (Torino) |

|  |           |               |
|  | Marcatori | 67’ Ciciretti |

| Arbitro: | Camplone (Pescara) |

|                  |           |              |
| Marić 50’ (rig.) | Marcatori | 36’ Olivieri |

| Cittadella 6 aprile 2022, ore 19:00 CEST 33ª giornata | Cittadella                 | 0 – 0 referto | Perugia | Stadio Piercesare Tombolato\| Arbitro: \| Robilotta (Sala Consilina) \| |
| Arbitro:                                              | Robilotta (Sala Consilina) |               |         |                                                                         |

| Arbitro: | Massa (Imperia) |

|            |           |            |
| Curado 67’ | Marcatori | 28’ Pușcaș |

| Arbitro: | Ayroldi (Molfetta) |

|             |           |                      |
| Dalmonte 2’ | Marcatori | 17’ Curado 57’ Segre |

| Arbitro: | Di Martino (Teramo) |

|                              |           |             |
| Burrai 5’ (rig.) Olivieri 7’ | Marcatori | 72’ Vázquez |

| Arbitro: | Massa (Imperia) |

|                   |           |  |
| A. Donnarumma 36’ | Marcatori |  |

| Arbitro: | Fabbri (Ravenna) |

|               |           |  |
| Ferrarini 85’ | Marcatori |  |

### Coppa Italia

#### Turni eliminatori
| Arbitro: | Miele (Nola) |

|              |           |  |
| Carretta 47’ | Marcatori |  |

| Arbitro: | Rapuano (Rimini) |

|                                                      |           |                      |
| Criscito 26’ (rig.) Chichizola 41’ (aut.) Kallon 88’ | Marcatori | 2’ Carretta 10’ Lisi |

## Statistiche

### Statistiche di squadra
Statistiche aggiornate al 6 maggio 2022
| Competizione | Punti | In casa | In casa | In casa | In casa | In casa | In casa | In trasferta | In trasferta | In trasferta | In trasferta | In trasferta | In trasferta | Totale | Totale | Totale | Totale | Totale | Totale | DR |
| Competizione | Punti | G       | V       | N       | P       | Gf      | Gs      | G            | V            | N            | P            | Gf           | Gs           | G      | V      | N      | P      | Gf     | Gs     | DR |
| ------------ | ----- | ------- | ------- | ------- | ------- | ------- | ------- | ------------ | ------------ | ------------ | ------------ | ------------ | ------------ | ------ | ------ | ------ | ------ | ------ | ------ | -- |
| Serie B      | 58    | 19      | 6       | 8       | 5       | 19      | 19      | 19           | 8            | 8            | 3            | 21           | 13           | 38     | 14     | 16     | 8      | 40     | 32     | +8 |
| Coppa Italia | -     | 1       | 1       | 0       | 0       | 1       | 0       | 1            | 0            | 0            | 1            | 2            | 3            | 2      | 1      | 0      | 1      | 3      | 3      | 0  |
| Totale       | -     | 20      | 7       | 8       | 5       | 20      | 19      | 20           | 8            | 8            | 4            | 23           | 16           | 40     | 15     | 16     | 9      | 43     | 35     | +8 |

### Andamento in campionato
| Giornata  | 1 | 2 | 3 | 4 | 5 | 6 | 7 | 8 | 9 | 10 | 11 | 12 | 13 | 14 | 15 | 16 | 17 | 18 | 19 | 20 | 21 | 22 | 23 | 24 | 25 | 26 | 27 | 28 | 29 | 30 | 31 | 32 | 33 | 34 | 35 | 36 | 37 | 38 |
| --------- | - | - | - | - | - | - | - | - | - | -- | -- | -- | -- | -- | -- | -- | -- | -- | -- | -- | -- | -- | -- | -- | -- | -- | -- | -- | -- | -- | -- | -- | -- | -- | -- | -- | -- | -- |
| Luogo     | T | C |   |   |   |   |   |   |   |    |    |    |    |    |    |    |    |    |    |    |    |    |    |    |    |    |    |    |    |    |    |    |    |    |    |    |    |    |
| Risultato | V | S |   |   |   |   |   |   |   |    |    |    |    |    |    |    |    |    |    |    |    |    |    |    |    |    |    |    |    |    |    |    |    |    |    |    |    |    |
| Posizione | 1 | 9 |   |   |   |   |   |   |   |    |    |    |    |    |    |    |    |    |    |    |    |    |    |    |    |    |    |    |    |    |    |    |    |    |    |    |    |    |

Fonte:  Classifiche, su legab.it.
Legenda:

Luogo: N = Campo neutro; C = Casa; T = Trasferta. Risultato: R = Rinviata; V = Vittoria; N = Pareggio; S = Sconfitta.
- = Turno di riposo.

### Statistiche dei giocatori
| Giocatore      | Serie B  | Serie B | Serie B     | Serie B    | Coppa Italia | Coppa Italia | Coppa Italia | Coppa Italia | Totale   | Totale | Totale      | Totale     |
| Giocatore      | Presenze | Reti    | Ammonizioni | Espulsioni | Presenze     | Reti         | Ammonizioni  | Espulsioni   | Presenze | Reti   | Ammonizioni | Espulsioni |
| -------------- | -------- | ------- | ----------- | ---------- | ------------ | ------------ | ------------ | ------------ | -------- | ------ | ----------- | ---------- |
| G. Angella     | 0        | 0       | 0           | 0          | 0            | 0            | 0            | 0            | 0        | 0      | 0           | 0          |
| S. Angori      | 0        | 0       | 0           | 0          | 0            | 0            | 0            | 0            | 0        | 0      | 0           | 0          |
| A. Bianchimano | 0        | 0       | 0           | 0          | 0            | 0            | 0            | 0            | 0        | 0      | 0           | 0          |
| S. Burrai      | 0        | 0       | 0           | 0          | 0            | 0            | 0            | 0            | 0        | 0      | 0           | 0          |
| M. Carretta    | 0        | 0       | 0           | 0          | 0            | 0            | 0            | 0            | 0        | 0      | 0           | 0          |
| L. Chichizola  | 0        | 0       | 0           | 0          | 0            | 0            | 0            | 0            | 0        | 0      | 0           | 0          |
| G. Corradini   | 0        | 0       | 0           | 0          | 0            | 0            | 0            | 0            | 0        | 0      | 0           | 0          |
| M. Curado      | 0        | 0       | 0           | 0          | 0            | 0            | 0            | 0            | 0        | 0      | 0           | 0          |
| M. De Luca     | 0        | 0       | 0           | 0          | 0            | 0            | 0            | 0            | 0        | 0      | 0           | 0          |
| C. Dell'Orco   | 0        | 0       | 0           | 0          | 0            | 0            | 0            | 0            | 0        | 0      | 0           | 0          |
| G. Di Noia     | 0        | 0       | 0           | 0          | 0            | 0            | 0            | 0            | 0        | 0      | 0           | 0          |
| M. Falzerano   | 0        | 0       | 0           | 0          | 0            | 0            | 0            | 0            | 0        | 0      | 0           | 0          |
| G. Ferrarini   | 0        | 0       | 0           | 0          | 0            | 0            | 0            | 0            | 0        | 0      | 0           | 0          |
| A. Fulignati   | 0        | 0       | 0           | 0          | 0            | 0            | 0            | 0            | 0        | 0      | 0           | 0          |
| E. Gyabuaa     | 0        | 0       | 0           | 0          | 0            | 0            | 0            | 0            | 0        | 0      | 0           | 0          |
| C. Kouan       | 0        | 0       | 0           | 0          | 0            | 0            | 0            | 0            | 0        | 0      | 0           | 0          |
| F. Lisi        | 0        | 0       | 0           | 0          | 0            | 0            | 0            | 0            | 0        | 0      | 0           | 0          |
| K. Manneh      | 0        | 0       | 0           | 0          | 0            | 0            | 0            | 0            | 0        | 0      | 0           | 0          |
| F. Melchiorri  | 0        | 0       | 0           | 0          | 0            | 0            | 0            | 0            | 0        | 0      | 0           | 0          |
| L. Moro        | 0        | 0       | 0           | 0          | 0            | 0            | 0            | 0            | 0        | 0      | 0           | 0          |
| J. Murano      | 0        | 0       | 0           | 0          | 0            | 0            | 0            | 0            | 0        | 0      | 0           | 0          |
| S. Righetti    | 0        | 0       | 0           | 0          | 0            | 0            | 0            | 0            | 0        | 0      | 0           | 0          |
| A. Rosi        | 0        | 0       | 0           | 0          | 0            | 0            | 0            | 0            | 0        | 0      | 0           | 0          |
| S. Santoro     | 0        | 0       | 0           | 0          | 0            | 0            | 0            | 0            | 0        | 0      | 0           | 0          |
| F. Sgarbi      | 0        | 0       | 0           | 0          | 0            | 0            | 0            | 0            | 0        | 0      | 0           | 0          |
| D. Sounas      | 0        | 0       | 0           | 0          | 0            | 0            | 0            | 0            | 0        | 0      | 0           | 0          |
| V. Vanbaleghem | 0        | 0       | 0           | 0          | 0            | 0            | 0            | 0            | 0        | 0      | 0           | 0          |
| M. Vano        | 0        | 0       | 0           | 0          | 0            | 0            | 0            | 0            | 0        | 0      | 0           | 0          |